# 403
Римська імперія розділена на дві частини. У Східній Римській імперії править Аркадій. У Західній — Гонорій при фактичній владі регента Стіліхона. У Китаї правління династії Цзінь. В Індії правління імперії Гуптів. У Японії триває період Ямато. У Персії править династія Сассанідів.
На території лісостепової України Черняхівська культура. У Північному Причорномор'ї готи й сармати. Історики VI століття згадують плем'я антів, що мешкало на території сучасної України приблизно з IV сторіччя. З'явилися гуни, підкорили остготів та аланів й приєднали їх до себе.

## Події
- Вестготи на чолі з Аларіхом знову вдерлися в Італію. Стіліхон переміг їх при Вероні.
- У Римі Стіліхону й імператору Гонорію влаштували тріумф, останній в історії.
- Івана Золотоустого позбавили сану єпископа Константинополя. Незаром він повернувся, але був вигнаний знову.

## Померли
- Святий Епіфаній